# Cardoria scutellata
Cardoria scutellata là một loài bọ cánh cứng trong họ Cerambycidae.

## Hình ảnh

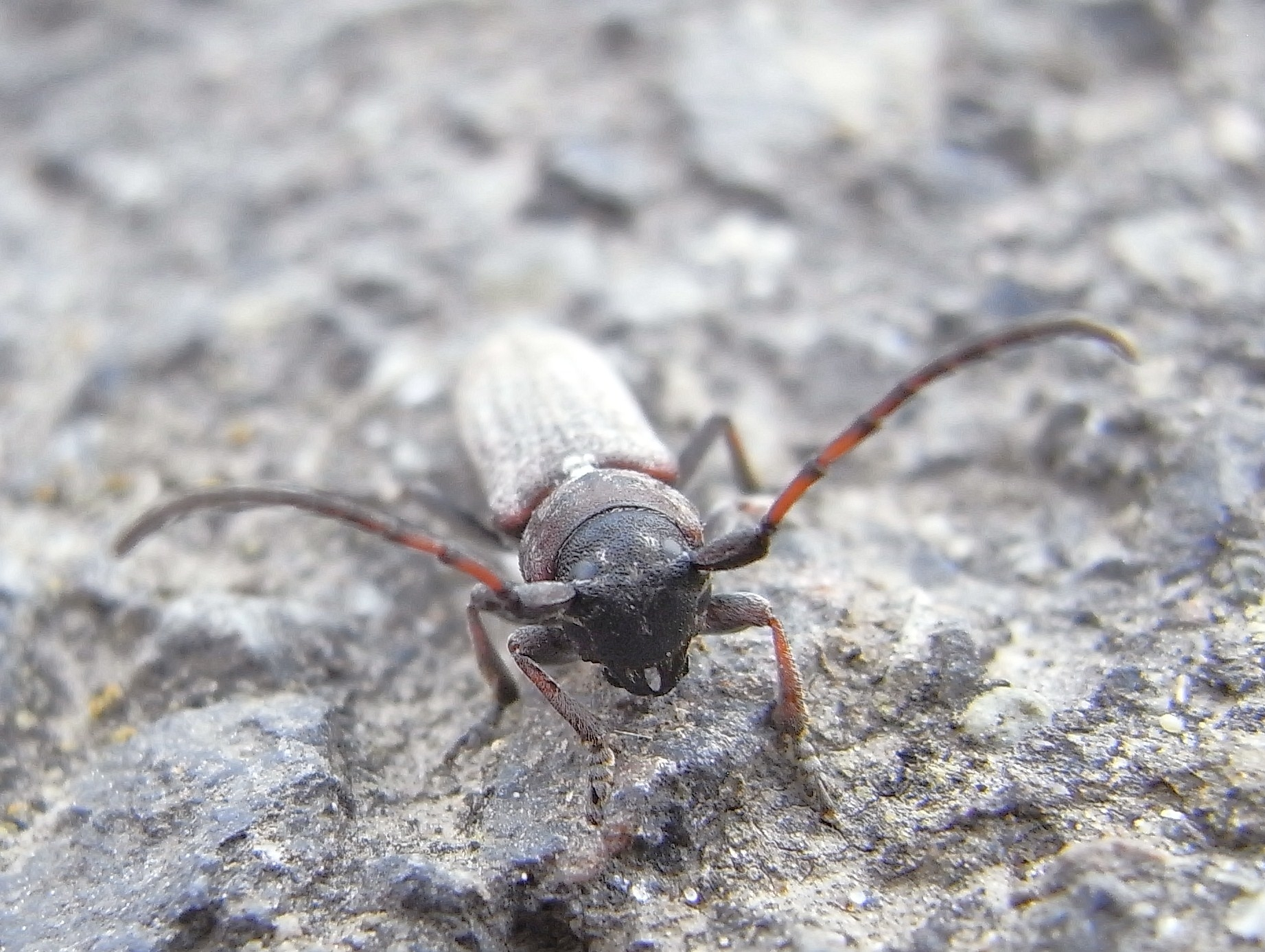
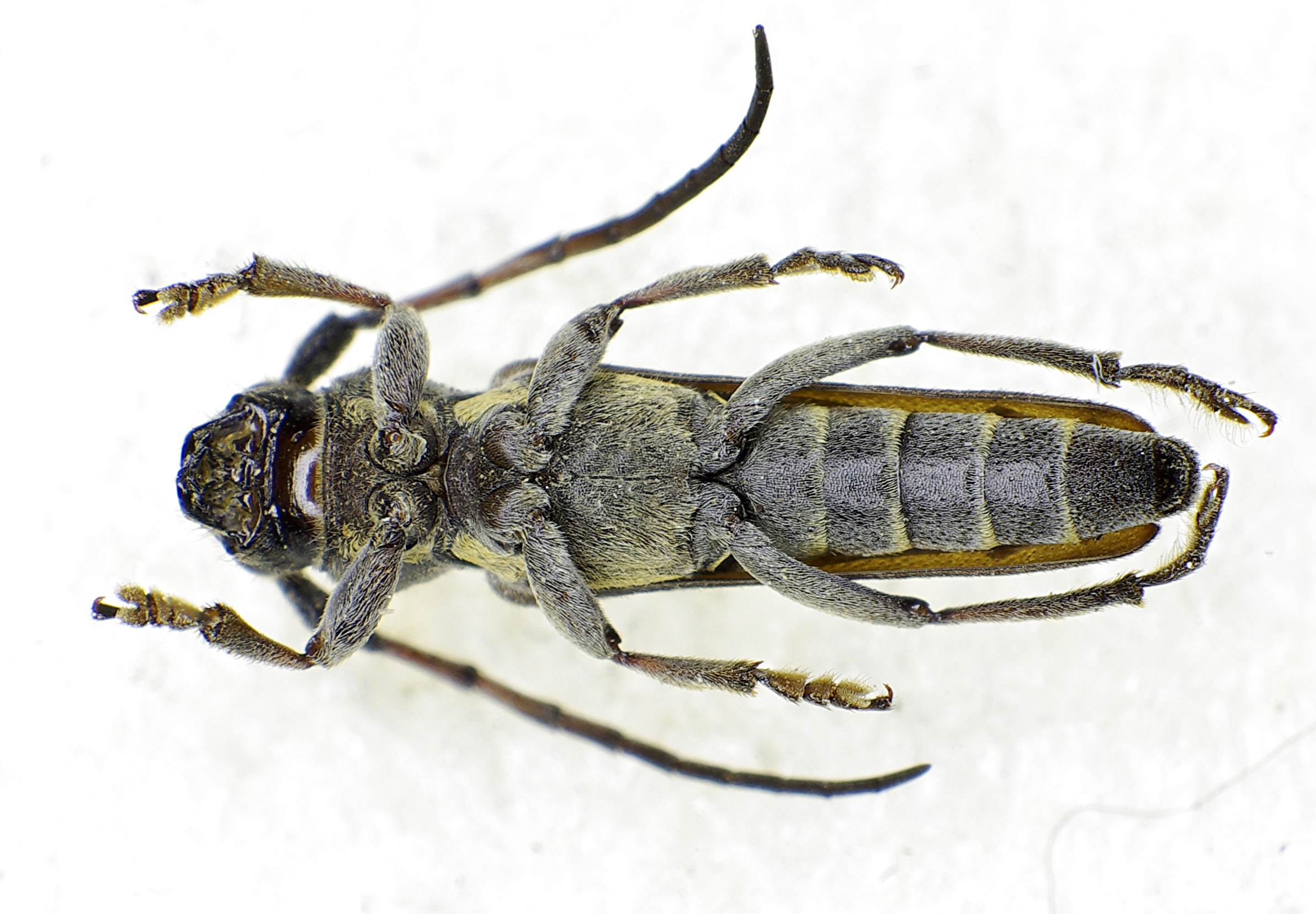
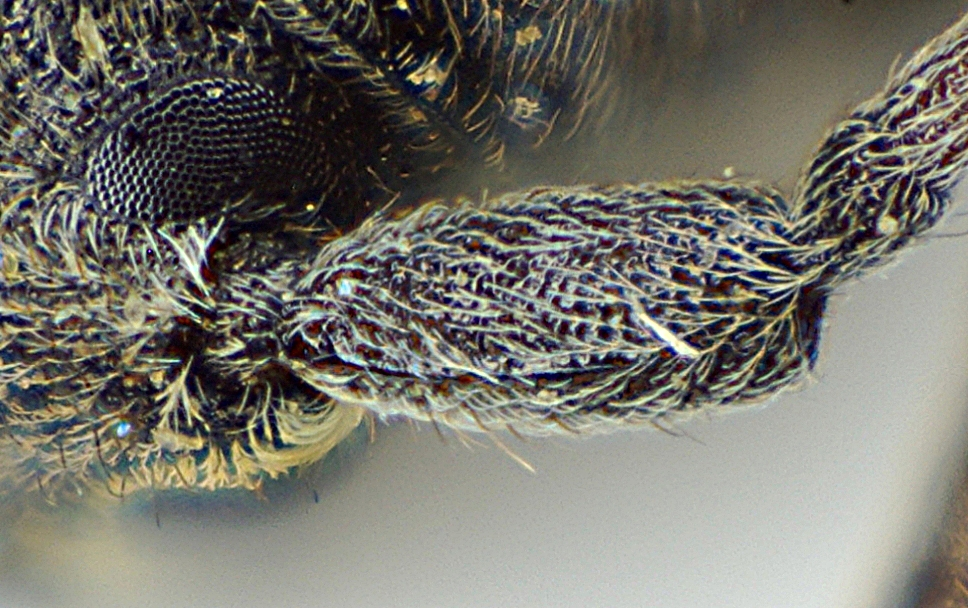